# Samira Makhmalbaf
Samira Makhmalbaf (persa: سمیرا مخملباف)  (Teheran, 15 de febrer de 1980) és una cineasta iraniana, filla de Fatemeh Makhmalbaf i el cineasta Mohsen Makhmalbaf. És germana del fotògraf i productor Meysam Makhmalbaf i germana per part de pare (amb Marzieh Meshkini) de la també directora Hana Makhmalbaf.

## Filmografia
| Any  | Títol                                                                    | Traducció                            | Directora | Guionista | Altres                                                       | Annotacions |
| ---- | ------------------------------------------------------------------------ | ------------------------------------ | --------- | --------- | ------------------------------------------------------------ | --- |
| 1998 | سکوت (Sokut)                                                             | El silenci                           | No        | No        | Ajudant de direcció.                                         | Dirigida, escrita i produïda per Mohsen Makhmalbaf.                                                              |
| 1998 | سیب (Sib)                                                                | La poma                              | ✔         | ✔         |                                                              | |
| 2000 | تخته سیاه (Takhté siah)                                                  | Les pissarres                        | ✔         | ✔         |                                                              | |
| 2000 | سميرا چگونه تخته سياه را ساخت (Samira cheghoneh 'Takhté siah' rol sakht) | Com la Samira va fer "Les pissarres" | No        | No        | Subjecte documental                                          | Documental dirigit pel seu germà Meysam Makhmalbaf sobre el rodatge de Takhté siah.                              |
| 2002 | 11'09''01 September 11                                                   |                                      | ✔         | ✔         |                                                              | Pel·lícula antològica; segment amb el títol de "God, Construction and Destruction".                              |
| 2002 | الفبای افغان (Alefbay-e afghan)                                          | L'alfabet afganès                    | No        | No        | Ajudant de direcció; juntament amb Meysam i Hana Makhmalbaf. | Dirigida, escrita i editada per Mohsen Makhmalbaf. Amb fotografia de Marzieh Meshkini.                           |
| 2003 | پنج عصر (Panj é asr)                                                     | A les cinc de la tarda               | ✔         | ✔         | Directora de fotografia.                                     | Títol basat en l'obra A las cinco de la tarde de Federico García Lorca.                                          |
| 2004 | لذت دیوانگی (Lezate divanegi)                                            | L'alegria de la bogeria              | No        | No        | Subjecte documental                                          | Documental dirigit per la seva germana Hana Makhmalbaf sobre la producció i rodatge de Panj é asr al Afganistan. |
| 2008 | اسب دوپا (Asbe du-pa)                                                    | El cavall de dues potes              | ✔         | No        | Productora.                                                  | Guió de Mohsen Makhmalbaf.                                                                                       |
| 2014 | Daddy's school                                                           | L'escola del pare                    | No        | No        | Subjecte documental                                          | Documental sobre la familia Makhmalbaf.                                                                          |